# Anne Bie Warburg
Anne Bie, bättre känd som Anne Bie Warburg, född 3 mars 1953, är en dansk skådespelare (oftast pornografiska filmer). Hon var under en period gift med skådespelaren Bent Warburg.

## Filmografi (urval)
- 1973 – I Jomfruens tegn
- 1974 – I tyrens tegn
- 1975 – Justine och Juliette
- 1975 – Der må være en sengekant
- 1976 – Hopla på sengekanten
- 1976 – I løvens tegn
- 1976 – Sjømænd på sengekanten
- 1976 – Bel Ami